# Viliam Vanák
Viliam Vanák (6. srpna 1915 Prešporok (dnes Bratislava) – 18. dubna 2001 tamtéž) byl slovenský fotbalový obránce.

## Fotbalová kariéra
V československé a slovenské lize hrál za SK Slezská Ostrava, ŠK Bratislava a OAP Bratislava. Za slovenskou reprezentaci nastoupil ve 12 utkáních.

## Ligová bilance
| Ročník                       | Zápasy | Góly | Klub               |
| ---------------------------- | ------ | ---- | ------------------ |
| Státní liga 1935/36          | 3      | 0    | I. ČsŠK Bratislava |
| Státní liga 1937/38 (fotbal) | 12     | 0    | SK Slezská Ostrava |
| Státní liga 1938/39          | 16     | 0    | SK Slezská Ostrava |
| Státní liga 1945/46          | -      | 0    | ŠK Bratislava      |
| CELKEM                       | -      | 0    |                    |